# Nacional Fast Clube
Der Nacional Fast Clube, auch Fast Clube oder nur Fast, ist ein Fußballverein aus Manaus, der Hauptstadt des größten brasilianischen Bundesstaates Amazonas. Der Klub wurde 1930 von ehemaligen Mitgliedern des Nacional FC (AM) gegründet.

## Geschichte
Nachdem der Nacional FC (AM) die Meisterschaft von 1929 nicht bestritten hatte, verlor dieser 1930 viele seiner Mitglieder.
Ursache waren neue Statuten, welche der Vorsitzende Oberst Leopoldo Mattos des Nacional Futebol Clube einführen wollte. In einer von Mattos verlangten Generalversammlung forderte der Spieler Rodolpho Gonçalves, Dr. Waldemar Pedrosa, Mitglied des Obersten Rates des Klubs, eine Regelung, welche die Athleten zur Zahlung einer monatlichen Gebühr von fünftausend Real verpflichten, ohne dass diese ein Stimmrecht erhalten sollten.
Aufgrund dessen beschlossen mehrere Spieler, einen neuen Verein zu gründen, der das repräsentierten sollte, was der alte Klub nicht mehr vertrat. Darunter der Kapitän Vivaldo Lima und Verteidiger Rodolpho Gonçalves. Dafür musste der neue Klub bestimmte Kriterien erfüllen:
- Die Initialen müssten NFC sein, genau wie des Rivalen Nacional Futebol Clube.
- Das Wappen sollte einen Stern beinhalten, dem Symbol des alten Konkurrenten.
- Professor Carlos Mesquita, ein englischsprachiger Lehrer am Amazon Gymnasium, hatte die Aufgabe, den Buchstaben F mit einem Wort zu standardisieren, das das neue Team symbolisierte. Er wählte das englische Wort FAST. Und so war: National FAST Club.
- Die Farben des neuen Klubs wurden Rot, Weiß und Blau, welche der Flagge des Bundesstaates Amazonas entnommen wurde. Aufgrund der Farbwahl wurde einer der Spitznamen für den Klub Tricolor. Obwohl der Stern im Wappen gelb ist, wurde diese Farbe nie offiziell in den Trikots aufgenommen.

Am 12. Oktober 1930 veranstaltete der Fast Clube ein Freundschaftsturnier im Amazonas-Park. Gegen das Team von Atlético Rio Negro Clube bestritt der Klub sein erstes Spiel und gewann mit 2:1 den Silvio Franco Cup. 1932 hatte sich der Klub seinen ersten Start in der Staatsmeisterschaft von Amazonas erarbeitet. Nachdem man von 1932 bis 38, sowie 42 und 47 Vize-Meister wurde, konnte Fast 1948 das erst Mal den Meistertitel in diesem Wettbewerb gewinnen.

## Série A 1977–1979
Nachdem, auf Anordnung der Militärregierung Brasiliens, das Teilnehmerfeld für die nationale Meisterschaft 1977 von 54 Teilnehmern im Vorjahr auf insgesamt 62 Mannschaften angehoben wurde, schaffte der Fast Clube das erste Mal den Aufstieg in oberste brasilianische Liga. Am Ende der Saison belegte Fast den 24. Platz. In der Liga konnte der Klub, auch aufgrund weiterer Ausweitungen des Teilnehmerfeldes, auch die Saison 1978 (Platz 57 von 74) und 79 (Platz 82 von 94) verweilen. Seit der Reduzierung des Feldes 1980 spielte der Klub nicht wieder erstklassig.

## Rivalitäten
Aufgrund der Gründungsgeschichte des Klubs, wird von den Fans eine Rivalität zu Nacional FC (AM) gepflegt. Dieses Derby wird Pai vs. Filho (Vater vs. Sohn) Duell genannt.
Der ebenfalls in Manaus ansässige Atlético Rio Negro Clube gilt als zweiter großer Rivale. Diese Spiele werden Rio-Fas genannt.
Der dritte große Konkurrent in Manaus ist der São Raimundo EC (AM). Begegnungen mit diesem Klub laufen unter dem Spitznamen São-Fas.
Nach der Gründung des Manaus FC durch den Stadtrat, eines ehemaligen Vorstandsmitglieds des Nacional FC, wird dieser auch als kommender Rivale angesehen, nachdem dieser 2017 und 2018 die Staatsmeisterschaft von Amazonas gewann.

## Platzierungen in der nationalen Rangliste des CBF
Die Berechnung des Rankings durch den Verband erfolgt aus einem Schlüssel, bei dem es Punkte für die Platzierungen in den Ligaklassen A bis D gibt sowie der Platzierung beim Copa do Brasil. Die genannte Platzierung ist das Ergebnis des genannten Jahres, nicht das der Veröffentlichung.
| Saison | Platz             |
| ------ | ----------------- |
| 2016   | 217. – 050 Punkte |
| 2017   | 141. – 335 Punkte |
| 2018   | 159. – 264 Punkte |
| 2019   | 160. – 246 Punkte |
| 2020   | 111. – 528 Punkte |
| 2021   | 87. – 847 Punkte  |

## Teilnahme Copa do Brasil
Der Fast Clube erreichte bereits zehn Mal die Teilnahme am Copa do Brasil.
| Saison | Platz    | Saison | Platz    |
| ------ | -------- | ------ | -------- |
| 2007   | 1. Runde | 2017   | 1. Runde |
| 2008   | 2. Runde | 2019   | 1. Runde |
| 2009   | 1. Runde | 2020   | 1. Runde |
| 2010   | 1. Runde | 2021   | ohne     |
| 2011   | 1. Runde | 2022   | ohne     |
| 2012   | 1. Runde | 2023   | ohne     |
| 2013   | 1. Runde | 2024   | ohne     |

## Erfolge
Männer
- Staatsmeisterschaft von Amazonas 8 ×: 1948, 1949, 1954, 1955, 1960, 1970, 1971, 2016
- Staatspokal von Amazonas[2] 12 ×: 1964, 1965, 1970, 1971, 1972, 1977, 1979, 1980, 1981, 1991, 2007, 2008, 2010
- Torneio do Norte: 1970

Männer Nachwuchs U-20
- Copa Norte: 2015
- Staatsmeisterschaft von Amazonas 5 ×: 2009, 2015, 2016, 2017, 2018

Männer Nachwuchs U-15
- Staatsmeisterschaft von Amazonas: 2015